# (10895) Aynrand
(10895) Aynrand (1997 TC18) – planetoida z grupy pasa głównego asteroid okrążająca Słońce w ciągu 3,41 lat w średniej odległości 2,26 j.a. Odkryta 11 października 1997 roku.